# 法净寺
法净寺，又名中天竺，位于杭州西湖之西，天竺山稽留峰下，是杭州的佛教寺庙，属“天竺三寺”。始建者为宝掌禅师，开基于隋开皇十七年。